# Стародуб альпійський
Стародуб альпійський (Laserpitium krapfii, у т. ч. Laserpitium alpinum) — вид квіткових рослин родини окружкових (Apiaceae).

## Біоморфологічна характеристика

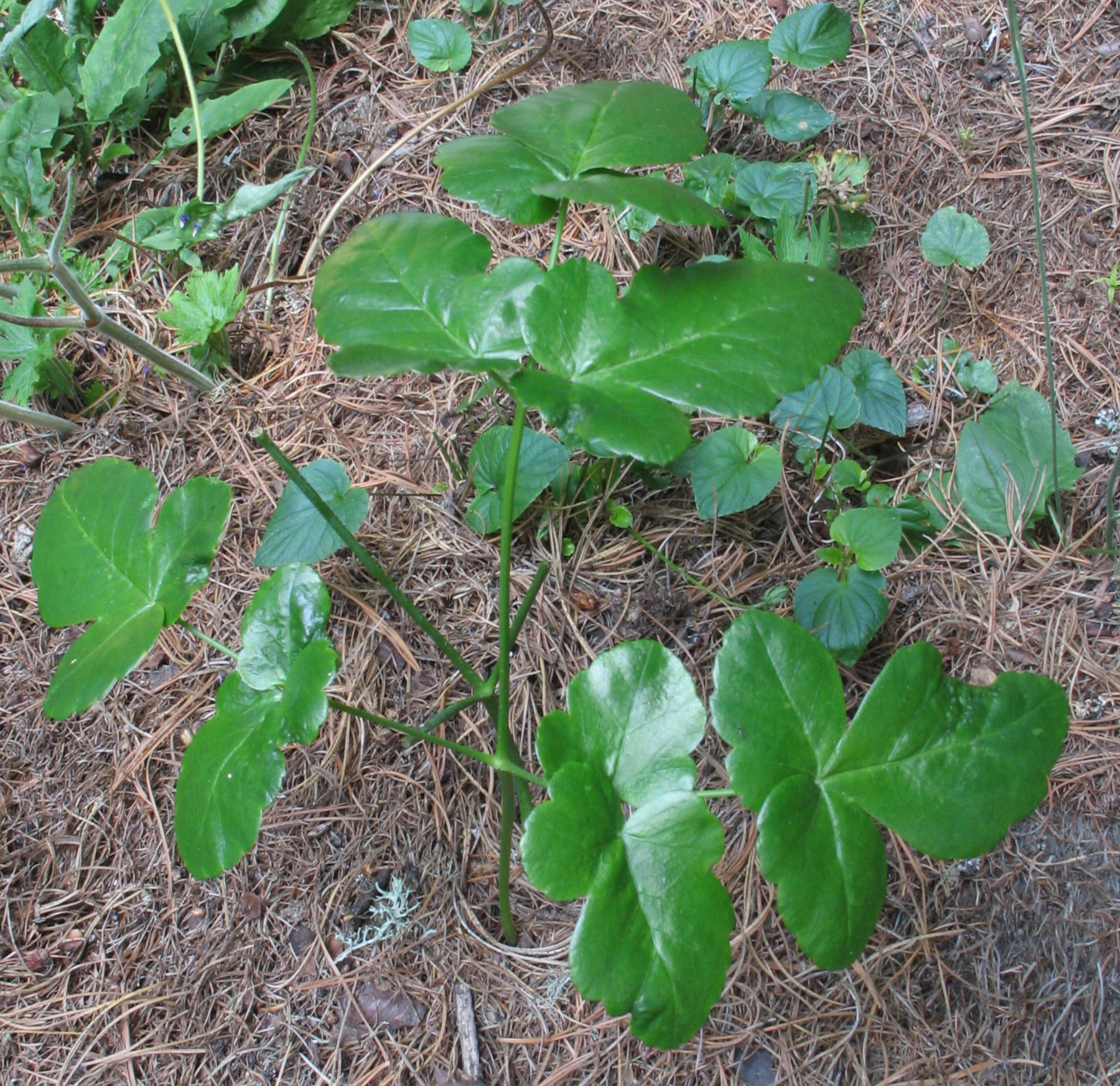

Це багаторічна рослина.

## Поширення
Європа від Швейцарії до України.
В Україні вид зростає у субальпійському та альпійському поясах — у Карпатах, часто.